# Zinaida Mariesiewa
Zinaida Iwanowna Mariesiewa (ros. Зинаида Ивановна Маресева, ur. 20 czerwca 1923 we wsi Czerkasskoje w rejonie wolskim w obwodzie saratowskim, zm. 6 sierpnia 1943 w obwodzie biełgorodzkim) – radziecka sanitariuszka, starszy sierżant służby medycznej, odznaczona pośmiertnie Złotą Gwiazdą Bohatera Związku Radzieckiego (1944).

## Życiorys
Urodziła się w rodzinie chłopskiej. Po ukończeniu 7-letniej szkoły uczyła się w szkole felczersko-akuszerskiej w Wolsku, później pracowała w laboratorium, po ataku Niemiec na ZSRR ukończyła krótki kurs sanitariuszek i w końcu listopada 1942 ochotniczo zgłosiła się na front. Była instruktorką sanitarną plutonu sanitarnego 1 batalionu 214 gwardyjskiego pułku piechoty 73 Gwardyjskiej Stalingradzkiej Dywizji Piechoty 7 Gwardyjskiej Armii w stopniu starszego sierżanta służby medycznej na Froncie Stalingradzkim, Woroneskim i Stepowym. Za odwagę i poświęcenie w niesieniu pomocy rannym żołnierzom 8 lutego 1943 została odznaczona Medalem Za Zasługi Bojowe, a 29 lipca 1943 Orderem Czerwonej Gwiazdy; przyznano jej też Medal „Za obronę Stalingradu”. Podczas walk o rzekę Północny Doniec w obwodzie biełgorodzkim brała udział w ewakuowaniu rannych z pola walki i została wówczas ciężko ranna, po czym zmarła w szpitalu. Pochowano ją we wsi Piatnickoje w obwodzie biełgorodzkim, w 1953 na jej grobie postawiono pomnik. Pośmiertnie 22 lutego 1944 otrzymała tytuł Bohatera Związku Radzieckiego i Order Lenina.